# Victoriellidae
Victoriellidae es una familia de foraminíferos bentónicos de la superfamilia Planorbulinoidea, del suborden Rotaliina y del orden Rotaliida. Su rango cronoestratigráfico abarca desde el Santoniense (Cretácico superior) hasta la Actualidad.

## Clasificación
Victoriellidae incluye a las siguientes subfamilias y géneros:
- Subfamilia Carpenteriinae
  - Bermudezella †
  - Carpenteria
  - Gyroidinella †
  - Neocarpenteria †
  - Neogyroidina †
  - Pseudogloborotalia †
- Subfamilia Rupertininae
  - Biarritzina
  - Haerella †
  - Rupertina
- Subfamilia Victoriellinae
  - Eorupertia †
  - Korobkovella †
  - Maslinella †
  - Victoriella †
  - Wadella †

Otros géneros considerados en Victoriellidae son:
- Carpenterella † de la subfamilia Carpenteriinae, aceptado como Bermudezella
- Columella de la subfamilia Rupertininae, sustituido por Biarritzina
- Cubanella † de la subfamilia Carpenteriinae, aceptado como Neocarpenteria
- Dujardinia † de la subfamilia Carpenteriinae, considerado sinónimo posterior de Carpenteria